# Новоселово (Таборинський район)
Новосе́лово (рос. Новосёлово) — селище у складі Таборинського району Свердловської області. Входить до складу Унже-Павинського сільського поселення.
Населення — 11 осіб (2010, 350 у 2002).
Національний склад населення станом на 2002 рік: росіяни — 95 %.